# Cymbalophora denudata
Cymbalophora denudata là một loài bướm đêm thuộc phân họ Arctiinae, họ Erebidae.